# 1270년

## 연호
- 남송(南宋) 함순(咸淳) 6년
- 몽골 지원(至元) 7년
- 일본(日本) 분에이(文永) 7년
- 쩐 왕조(陳朝) 티에우롱(紹隆) 13년

## 기년
- 남송(南宋) 도종(度宗) 6년
- 고려(高麗) 원종(元宗) 11년
- 몽골 쿠빌라이 칸 11년
- 쩐 왕조(陳朝) 성종(聖宗) 13년

## 사건
- 고려의 서북면에 동녕부가 설치.
- 십자군 7차 원정,튀니스 공격 실패
- 삼별초의 난 일어남
- 무신정권 종결
- 고려가 개경으로 40년 만에 환도

## 사망
- 고려의 문신 임연
- 고려의 문신 임유무
- 고려의 문신 임유인